# 江玛寺 (拉孜县)
江玛寺，位于西藏自治区日喀则地区拉孜县拉孜镇措布村，是一座藏传佛教寺院。

## 简介
江玛寺位于西藏自治区日喀则地区拉孜县，为藏传佛教寺院。
2013年，拉孜县人民政府对曲玛乡藏德确孜寺和唐嘎村下庆扎仓寺、拉孜镇江玛寺和江卓布寺、热萨乡强公寺、柳乡西格星龙寺、扎西岗乡恰雄寺、果列玛寺、彭措林乡曲龙寺、芒普乡塔杰林寺、土旦给培寺、木龙寺、彭措林乡觉朗尼姑寺共计14座寺庙的公路建设工程项目进行招标。